# Little Shell Tribe
Der Little Shell Tribe oder Little Shell Tribe of Chippewa Indians of Montana ist ein Indianerstamm bei Great Falls in Montana, der sich aus Angehörigen der Chippewa und der Cree zusammensetzt. Er ist seit dem Jahr 2019 auch von der US-Bundesregierung als Indianerstamm (tribe) anerkannt. Zu ihm gehören rund 4.500 Stammesmitglieder (Stand 2018), die sich teilweise auf Métisvorfahren zurückführen. Daher wurden sie lange als Halbblut (Half-Breeds) angesprochen.
Der Name des Stammes geht auf Häuptling Esens oder Thomas Little Shell († 1901) zurück.

## Geschichte

### Frühgeschichte
Die Geschichte des Little Shell Tribe ist eng mit der frühen Geschichte der Chippewa (auch: Ojibwa oder Anishinabe) verbunden.

### Vorfahren
Die Vorfahren des Stammes waren Métis genannte Nachfahren von Frauen der Cree und vor allem der Ojibwa und nicht-indianischen Vätern meist französischer Abstammung. Die Métis waren überwiegend katholisch. Die Vorfahren der Little Shell lebten allerdings nicht im kanadischen Red-River-Distrikt, sondern in Nord-Dakota im Pembina District.
1870 zog ein Teil von ihnen westwärts und lebte neun Jahre lang am Milk River in Montana. Sie halfen Flüchtlingen über die kanadische Grenze, nachdem der Nez-Percé-Häuptling Chief Joseph 1877 seinen Widerstand gegen die US-Armee hatte aufgeben müssen. Im Mai 1879 blieb das für sie zum Überleben notwendige Kleinwild aus, so dass 25 Métis-Familien an den oberen Missouri nach Fort Benton zogen und weiter zu den Judith Mountains nach Lewistown.
1883 flüchtete der kanadische Rebell und Métis-Anführer Louis Riel nach Montana, nachdem er in einem Aufstand gegen die kanadische Regierung unterlegen war. 1885 kam eine weitere Métis-Führungspersönlichkeit, Gabriel Dumont, aus Saskatchewan zur St. Peter's Mission unweit von Cascade und überzeugte Riel von der Notwendigkeit, den Aufstand in Kanada ein zweites Mal zu wagen. Dumont floh nach einer neuerlichen Niederlage nach Montana, Louis Riel wurde in Regina hingerichtet. In der Folge kam eine unbekannte Zahl von Cree-Métis (im Gegensatz zu den ortsansässigen Ojibwa-Métis) ebenfalls nach Montana. Bald galten alle örtlichen Métis als „kanadische“ Métis, und damit als Abkömmlinge von Franzosen und Cree, nicht von Ojibwa.
Daneben existierte in der Pembina-Gegend eine kleine Chippewa-Gruppe, die Land nördlich des Devils Lake in Nord-Dakota beanspruchte, zu dem auch die Turtle Mountains gehören. Ihr Führer hieß Little Shell, „kleine Muschel“, ebenso wie sein Sohn und sein Enkel, die ihm als Häuptlinge folgten. Diese Gruppe wurde als Pembina band anerkannt. 1863 schlossen sie einen Vertrag. Doch mit der Einrichtung des Turtle Mountain-Reservats am 4. Oktober 1882 öffnete die Regierung ihr Land für die Besiedlung. Zwei Jahre später wurde das Reservatsgebiet auf zwei Ortschaften (townships) im Südosten der Turtle Mountains stark verkleinert. Der zuständige Indianeragent berichtete 1884 von „31 Chippewas and 1,200 mixed bloods“ im Reservat. Am 19. August 1890 beauftragte der Kongress, das Reservat aufzulösen, zumal die Bewohner nach dem endgültigen Verschwinden der Bisons nicht wussten, wovon sie leben sollten.

### Die Entstehung des Stammes
1892 kam der zuständige Indianeragent John Waugh in die Turtle Mountain Reservation, als Häuptling Thomas Little Shell (Esens) mit 112 Familien auf der Jagd war. In seiner Abwesenheit kam es zu einem Vertrag, durch den der Stamm 9.500.000 Acre Land für eine Million Dollar verkaufte. Weil dies einen Kaufpreis von 10 Cent pro Acre bedeutete, wurde der Vertrag auch als 10 Cent Treaty bekannt. Esens weigerte sich, den Vertrag anzuerkennen, zumal die 112 Familien mit insgesamt 525 Angehörigen nicht mehr in der Stammesrolle auftauchten. Dies war jedoch die einzige Möglichkeit, Landansprüche und staatliche Hilfe zu sichern. Esens beauftragte John Bottineau für den Stamm zu klagen, doch er konnte sich nicht durchsetzen. Am 21. April 1904 ratifizierte der Kongress den Vertrag.
Die plötzlich landlosen Indianer zerstreuten sich. 1896 wurden 600 Mitglieder dieser Gruppe von der Armee unter dem Befehl von John J. Pershing aufgelesen, auf Autos verladen und bei Lethbridge in Kanada wieder abgeladen. Während des Winters gingen sie jedoch zurück und schlugen sich in winzigen Hütten und Zelten durch. Dabei wurden sie sowohl von Weißen als auch von indianischen Stammesangehörigen abgewiesen. 1906 versuchten 549 Stammesmitglieder wenigstens an Indianern zustehendes Land für eine Ansiedlung zu kommen, doch ohne Erfolg.
1916 wies ihnen die Regierung die Rocky Boy’s Reservation als Montanas Sammelpunkt für landlose Indianer zu, doch viele Angehörige der Gruppe um Little Shell hatten nicht die nötigen Mittel für die Reise und die wenigen Angekommenen wurden nicht ausreichend versorgt.
Im Gegensatz zu elf Stämmen, die in Montana durch die Bundesregierung anerkannt und für die sieben Reservate eingerichtet wurden, blieben die meisten landlos und verdingten sich die nicht Anerkannten als Wanderarbeiter auf Rinderfarmen. Ihre Kinder besuchten während der wärmeren Jahreszeit keine Schule. Zudem hatten sie keinen Zugang zur Gesundheitsvorsorge, so dass ihnen im Alter oftmals Zähne oder Brillen fehlten. Vielfach boten die Crow ihnen medizinische Hilfe an.
Dem Führer des Stammes, Joseph (Joe) Dussome, gelang es trotz der widrigen Umstände, den Stamm über mehr als vier Jahrzehnte zusammenzuhalten. 1927 gründete Dussome einen Stamm mit dem Namen The Abandoned Band of Chippewa Indians (übersetzt „Der aufgegebene Stamm der Chippewa-Indianer“), 1934 hieß er The Landless Indians of Montana („Die landlosen Indianer von Montana“). 1930 hatte die Regierung versprochen, Land bei Box Elder für den Stamm zu erwerben, doch das Land ging stattdessen an die Rocky Boy’s Agency, deren Cree-Bewohner, Nachkommen der Riel-Métis, davon profitierten. Viele von ihnen lagerten auf einer in den 1930er Jahren von der Regierung gekauften, 40 Acres großen Fläche auf einem Hügel bei Great Falls, der später Hill 57 genannt wurde. Andere zogen nach Choteau, Augusta, Dupuyer, oder in Orte am Milk River wie Havre, Chinook, aber auch Malta und Glasgow. Ein weiterer Versuch der Regierung, einige Dutzend Acre bei Great Falls zu erwerben, scheiterte am Widerstand der Stadtbewohner. Als Anfang der 1940er Jahre ein Gebiet im Phillips County zum selben Zweck gekauft werden sollte, kam der Zweite Weltkrieg dazwischen.
Nach dem Tod von Thomas Little Shell (Ayabiwewidang), einem Enkel des Gründungshäuptlings, ging die Häuptlingschaft an Louie Delorme über, einen Nachkommen eines der Unterzeichner des Vertrages von 1892. 1974 zwang er den United States Claims Court anzuerkennen, dass nicht einmal die 10 Cent pro Acre gezahlt worden waren, die 1892 vereinbart worden waren. Erstmals erkannte ein Gericht zudem an, dass die Turtle Mountain Band of Chippewa Indians nicht mit der Little Shell Band of Chippewa Indians identisch war, geschweige denn, dass sie „kanadische Cree“ seien. Dennoch wurde es immer schwieriger, 109 Jahre der Landlosigkeit mittels Abstammungsnachweisen vor Gericht anerkennen zu lassen, wie man es 1991 verlangte.
Nach Versuchen von 1978 und 1985 beantragte der Stamm 1996 erneut seine Anerkennung als eigenständiger Indianerstamm. Der Bundesstaat Montana hat den Stamm im Jahr 2000 anerkannt, die amerikanische Bundesregierung nicht. Eine vorläufige Anerkennung von 2000 wurde 2009 zurückgenommen. Hauptsächlicher Ablehnungsgrund war der Mangel an Belegen für eine ununterbrochene kulturelle und ethnische Identität des Stammes in dem Zeitraum von 1900 bis 1934, der Inkraftsetzung des Indian Reorganization Act. Der Stamm beantragte erneut seine Anerkennung durch die US-Regierung. Die Anerkennung als Indianerstamm bringt Land- und Selbstverwaltungsrechte mit sich sowie einige finanzielle und rechtliche Anreize, Ansprüche, und Absicherungen wie etwa kostenlose medizinische Versorgung und Ausbildungsförderung. Im Dezember 2019 wurde der Little Shell Tribe schließlich der 574. auf Bundesebene anerkannte Indianerstamm der USA.
Verschiedenen Quellen zufolge umfasst der Stamm 4.500 bis mehr als 5.000 Mitglieder, von denen einige in Nord- und Süddakota und in Kanada leben. Für die Berechnung der staatlichen Zuwendungen und Fördermittel muss bis Mitte 2021 eine Liste der eingetragenen Stammesmitglieder an das Innenministerium eingereicht werden. Mit der Anerkennung stehen dem Stamm außerdem 200 Acres Land zu. Weiteres Stammesland kann später erworben werden.

## Politik
Die Stammesregierung besteht aus einem vierköpfigen Vorstand (Executive Board) und einem Aufsichtsrat (Executive Committee) mit fünf Ratsmitgliedern (Council Members). Vorstandsmitglieder werden alle vier Jahre gewählt; Ratsmitglieder alle zwei Jahre.

### Stammesregierung
Mitglieder der Stammesregierung sind (Stand: Januar 2020):
- Gerald Gray, Vorsitzender (Chairman)
- Clarence Sivertsen, Erster Stellvertretender Vorsitzender (1st Vice-Chairman)
- Leona Kienenberger, Zweite Stellvertretende Vorsitzende (2nd Vice-Chairman)
- Colleen Hill, Schatzmeisterin (Secretary/Treasurer)
- Donald Davis, Ratsmitglied (Council Member)
- Kim McKeehan, Ratsmitglied (Council Member)
- Richard Parenteau, Ratsmitglied (Council Member)